# Salimou ben Mwé Fani
Salimou ben Mwé Fani, oder Salim I. von Mayotte, war Sultan von Mayotte von 1727 bis 1752. Er war der Bruder seines Vorgängers, Sultan Mwanao binti Mwe Fani, welcher durch den Onkel Aboubakar ben Omar 1720 abgesetzt worden war. Mit Hilfe von Sultan Salim I. von Anjouan schmiedete er ein Komplott, um Aboubakar zu stürzen. 1727 kam die Intrige zum Erfolg.
Salim Fani weigerte sich Said Ahmed, dem Nachfolger von Salim I., Gefolgschaft zu leisten, als dieser 1742 an die Macht kam. Daraufhin kam es zu einer Reihe militärischer Interventionen zwischen den beiden Sultanaten.
1752 wurde Bwana Kombo ben Salim, sein Sohn, sein Nachfolger.